# Kyriakos Ioannou
Kyriakos Ioannou (* 26. července 1984, Limassol, Kypr) je kyperský sportovec, atlet, věnující se skoku do výšky. V roce 2005 a 2009 získal zlatou medaili na Středomořských hrách.

## Vrcholové sportovní podniky

### Osaka 2007
Na Mistrovství světa v atletice 2007 v Ósace skončil na třetím místě výkonem 235 cm, což je jeho osobní rekord. Protože i Donald Thomas a Jaroslav Rybakov skočili 235 cm, rozhodoval o zlaté medaili počet pokusů na této výšce. Donald Thomas na to potřeboval pouze jeden a Jaroslav Rybakov s Ioannouem dva pokusy. Mezi Ioannouem a Rybakovem pak rozhodoval menší počet pokusů na výšce 233 cm, a zde byl lepší Jaroslav Rybakov, který tuto výšku skočil na poprvé.

### Valencie 2008
Na Halovém mistrovství světa 2008 skončil na třetím místě výkonem 230 cm. Na prvého Stefana Holma ztrácel 6 cm a na Jaroslava Rybakova 4 cm.

### Berlín 2009
Na Mistrovství světa v atletice 2009 vybojoval stříbrnou medaili.